# Devylderia bothai
Devylderia bothai är en insektsart som beskrevs av Vitaly Michailovitsh Dirsh 1956. Devylderia bothai ingår i släktet Devylderia och familjen Lentulidae. Inga underarter finns listade i Catalogue of Life.